# Olympische Sommerspiele 2008/Teilnehmer (Griechenland)
| Gelbes Symbol für Goldmedaillen mit stilisierten Olympischen Ringen | Graues Symbol für Silbermedaillen mit stilisierten Olympischen Ringen | Braundes Symbol für Bronzemedaillen mit stilisierten Olympischen Ringen |
| ------------------------------------------------------------------- | --------------------------------------------------------------------- | ----------------------------------------------------------------------- |
| —                                                                   | 2                                                                     | 1                                                                       |

Griechenland nahm bei den Olympischen Sommerspielen 2008 in der chinesischen Hauptstadt Peking mit 156 vom Hellenic Olympic Committee nominierten Athleten, 72 Frauen und 84 Männern, teil.
Seit 1896 war es die 26. Teilnahme eines griechischen Teams bei Olympischen Sommerspielen. Damit war Griechenland neben Australien, Frankreich, der Schweiz und dem Vereinigten Königreich eine der fünf Nationen, die bis dahin bei allen Olympischen Sommerspielen teilgenommen hatten.

## Flaggenträger

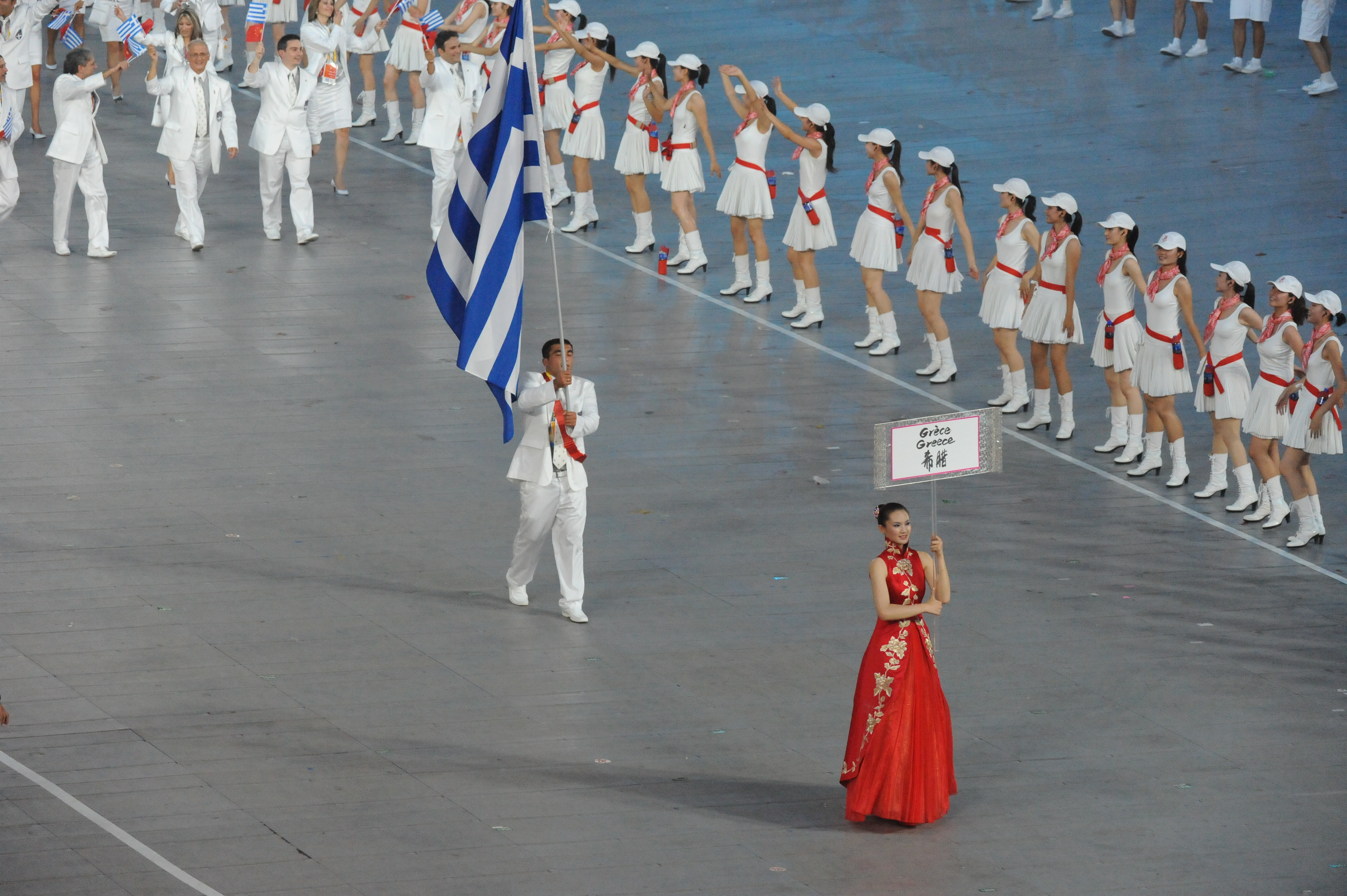
Der Judoka Ilias Iliadis trägt die Flagge Griechenlands

Der Judoka Ilias Iliadis trug die Flagge Griechenlands während der Eröffnungsfeier im Olympiastadion; bei der Schlussfeier wurde sie von der Leichtathletin Chrysopigi Devetzi getragen.

## Medaillen
Mit zwei gewonnenen Silber- und einer Bronzemedaille belegte das griechische Team Platz 60 im Medaillenspiegel.
| Sportart  |   |   |   | Gesamt |
| --------- | - | - | - | ------ |
| Rudern    | - | 1 | - | 1      |
| Segeln    | - | - | 1 | 1      |
| Taekwondo | - | 1 | - | 1      |
| total     | - | 2 | 1 | 3      |

### Medaillengewinner

#### Silber
- Dimitrios Mougios & Vasileios Polymeros: Rudern, Leichtgewichts-Doppelzweier
- Alexandros Nikolaidis: Taekwondo, Männer über 80 kg

#### Bronze
- Sofia Bekatorou, Virginia Kravarioti & Sofia Papadopoulou: Segeln, Yngling

#### Anmerkung
Wie das Internationale Olympische Komitee im November 2016 bekannt gab, verlor die griechische Dreispringerin Hrysopiyi Devetzi ihre Bronzemedaille, da sie sich das Edelmetall mit Hilfe von Doping erschlichen hatte.

## Teilnehmer nach Sportart

### Basketball
Männer:
- Ioannis Bourousis
- Dimitrios Diamantidis
- Antonios Fotsis
- Andreas Glyniadakis
- Theodoros Papaloukas
- Michalis Pelekanos
- Georgios Printezis
- Sofoklis Schortsanitis
- Vasileios Spanoulis
- Konstantinos Tsartsaris
- Panagiotis Vasilopoulos
- Nikolaos Zisis

### Beachvolleyball
Frauen:
- Vasiliki Arvaniti #1
- Vasso Karantasiou #1
- Efthalia Koutroumanidou #2
- Maria Tsiartsiani #2

### Bogenschießen
Frauen:
- Evangelia Psarra (Einzel)
- Elpida Romantzi (Einzel)

### Boxen
- Georgios Gazis (Mittelgewicht)
- Elias Pavlidis (Schwergewicht)

### Gewichtheben
Frauen:
- Victoria Mavridou (über 75 kg)

Männer:
- Konstantinos Gkaripis (bis 94 kg)
- Anastasios Triantafyllou (bis 94 kg)
- Nikolaos Kourtidis (bis 105 kg)

### Judo
Männer:
- Lavrentios Alexanidis (bis 60 kg)
- Ilias Iliadis (bis 90 kg)
- Tariel Zintiridis (bis 66 kg)

### Kanu

#### Kanurennen
Männer:
- Andreas Kilingaridis (Einer-Kanadier 500 m, 1000 m)

#### Kanuslalom
Frauen:
- Maria Ferekidi (Einer-Kajak)

Männer:
- Christos Tsakmakis (Einer-Kanadier)

### Leichtathletik
Frauen:
- Dimitra Dova (400 m)
- Konstandina Efendaki (1500 m)
- Eleni Donta (Marathon)
- Flora Rentoumi (100 m Hürden)
- Irini Kokkinariou (3000 m Hindernis)
- Evangelia Xinou (20 km Gehen)
- Athanasia Tsoumeleka (20 km Gehen)
- Despina Zapounidou (20 km Gehen)
- Antonia Stergiou (Hochsprung)
- Afroditi Skafida (Stabhochsprung)
- Nikoleta Kyriakopoulou (Stabhochsprung)
- Chrysopigi Devetzi (Weitsprung; Dreisprung); 2016 wegen Dopings nachträglich disqualifiziert
- Athanasia Perra (Dreisprung)
- Irini Terzoglou (Kugelstoßen)
- Dorothea Kalpakidou (Diskuswurf)
- Stiliani Papadopoulou (Hammerwurf)
- Alexandra Papageorgiou (Hammerwurf)
- Savva Lika (Speerwurf)
- Argyro Strataki (Siebenkampf)

Männer:
- Konstandinos Douvalidis (110 m Hürden)
- Periklis Iakovakis (400 m Hürden)
- Konstandinos Stefanopoulos (50 km Gehen)
- Stelios Dimotsios (4-mal-400-Meter-Staffel)
- Dimitrios Gravalos (4-mal-400-Meter-Staffel)
- Pandeleimon Melachrouinoudis (4-mal-400-Meter-Staffel)
- Konstandinos Anastasiou (4-mal-400-Meter-Staffel)
- Konstandinos Baniotis (Hochsprung)
- Louis Tsatoumas (Weitsprung)
- Dimitris Tsiamis (Dreisprung)
- Michail Stamatogiannis (Kugelstoßen)
- Alexandros Papadimitriou (Hammerwurf)
- Jiannis Smalios (Speerwurf)

### Moderner Fünfkampf
Frauen:
- Angie Darby

### Radsport

#### Bahn
Männer:
- Athanasios Mantzouranis (Teamsprint, Keirin)
- Vasileios Reppas (Sprint, Teamsprint)
- Christos Volikakis (Keirin)
- Panagiotis Voukelatos (Teamsprint)

### Rhythmische Sportgymnastik
- Dimitra Kafalidou (Gruppe)
- Vasiliki Maniou (Gruppe)
- Olga Afroditi Pilaki (Gruppe)
- Paraskevi Plexida (Gruppe)
- Ioanna Samara (Gruppe)
- Nikoleta Tsagari (Gruppe)

### Ringen
Männer:
- Emzarios Bentinidis (Freistil, bis 74 kg)
- Panagiotis Papadopoulos (Greco, bis 120 kg)
- Theodoros Tounousidis (Greco, bis 96 kg)

### Rudern
Frauen:
- Chrysi Biskitzi (Leichter Doppelzweier)
- Alexandra Tsiavou (Leichter Doppelzweier)

Männer:
- Ioannis Christou (Einer)
- Dimitrios Mougios (Leichter Doppelzweier – Silber )
- Vasileios Polymeros (Leichter Doppelzweier – Silber )

### Schießen
Männer:
- Georgios Salavantakis (Skeet)

### Schwimmen
Frauen:
- Stella Boumi (200 m Rücken)
- Eleftheria Evgenia Efstathiou (400 m Freistil, 800 m Freistil, 200 m Schmetterling)
- Angeliki Exarchou (200 m Brust)
- Eirini Kavarnou (100 m Schmetterling)
- Eleni Kosti (100 m Freistil, 200 m Freistil)
- Marianna Lymberta (10 km)
- Martha Matsa (50 m Freistil)

Männer:
- Romanos Alyfantis (100 m Brust, 200 m Brust, 200 m Schmetterling, 400 m Lagen)
- Dimitrios Chasiotis (200 m Rücken)
- Vasileios Demetis (400 m Lagen, 4 × 200 m Freistil)
- Spyridon Gianniotis (400 m Freistil, 1500 m Freistil, 10 km)
- Ioannis Giannoulis (4 × 200 m Freistil)
- Aristeidis Grigoriadis (100 m Freistil)
- Ioannis Kokkodis (200 m Lagen)
- Sotirios Pastras (100 m Schmetterling)
- Nikolaos Xylouris (4 × 200 m Freistil)
- Andreas Zisimos (4 × 200 m Freistil)

### Segeln
Frauen:
- Sofia Bekatorou (Yngling – Bronze )
- Andonia-Athina Frai (Windsurfen)
- Virginia Kravarioti (Yngling – Bronze )
- Eftichia Mantzaraki (Laser Radial)
- Sofia Papadopoulou (Yngling – Bronze )

Männer:
- Evangelos Chimonas (Laser)
- Nikolaos Kaklamanakis (Windsurfen)
- Andreas Kosmatopoulos (470er)
- Andreas Papadopoulos (470er)
- Emilios Papathanasiou (Finn)
- Iordanis Paschalidis (Tornado)
- Konstandinos Trigonis (Tornado)

### Synchronschwimmen
- Evanthia Makrygianni (Duett)
- Despina Solomou (Duett)

### Taekwondo
Frauen:
- Kyriaki Kouvari (über 67 kg)
- Elisavet Mystakidou (bis 67 kg)

Männer:
- Alexandros Nikolaidis (bis 80 kg) (Silber )

### Tennis
Frauen:
- Eleni Daniilidou (Einzel, Doppel)
- Anna Gerasimou (Doppel)

### Tischtennis
Männer:
- Panagiotis Gionis (Einzel, Mannschaft)
- Kalinikos Kreanga (Einzel, Mannschaft)
- Ntaniel Tsiokas (Mannschaft)

### Triathlon
Frauen:
- Nteniz Marina Dimaki

### Turnen
Frauen:
- Stefani Bismpikou (Mehrkampf Einzel)

Männer:
- Vlasis Maras (Mehrkampf Einzel)

### Wasserball
Frauen:
- Alexandra Asimaki
- Stavroula Andonakou
- Georgia Ellinaki
- Angeliki Gerolymou
- Sofia Iosifidou
- Stavroula Kozompoli
- Georgia Lara
- Kyriaki Liosi
- Evangelia Moraitidou
- Aikaterina Oikonomopoulou
- Antigoni Roubessi
- Christina Tsoukala
- Maria Tsouri

Männer:
- Christos Afroudakis
- Georgios Afroudakis
- Nikolaos Deligiannis
- Konstandinos Kokkinakis
- Dimitrios Mazis
- Dimitrios Miteloudis
- Emmanouil Mylonakis
- Georgios Dosekas
- Georgios Reppas
- Anastasios Schizas
- Argyris Theodoropoulos
- Ioannis Thomakos
- Andonios Vlondakis

### Wasserspringen
- Eftychia Pappa-Papavasilopoulou (Turmspringen)